# Birgit Ohmayer
Birgit Ohmayer es una deportista alemana que compite en piragüismo en la modalidad de eslalon. Ganó dos medallas en el Campeonato Europeo de Piragüismo en Eslalon, plata en 2017 y bronce en 2016, ambas en la prueba de C1 por equipos.

## Palmarés internacional
| Campeonato Europeo | Campeonato Europeo             | Campeonato Europeo | Campeonato Europeo |
| Año                | Lugar                          | Medalla            | Competición        |
| ------------------ | ------------------------------ | ------------------ | ------------------ |
| 2016               | Liptovský Mikuláš (Eslovaquia) | Medalla de bronce  | C1 por equipos     |
| 2017               | Tacen (Eslovenia)              | Medalla de plata   | C1 por equipos     |